# Szvév uralkodók listája
A szvévek a Pireneusi-félsziget északnyugati csücskében alapították meg a szvév királyságot a kora középkorban.

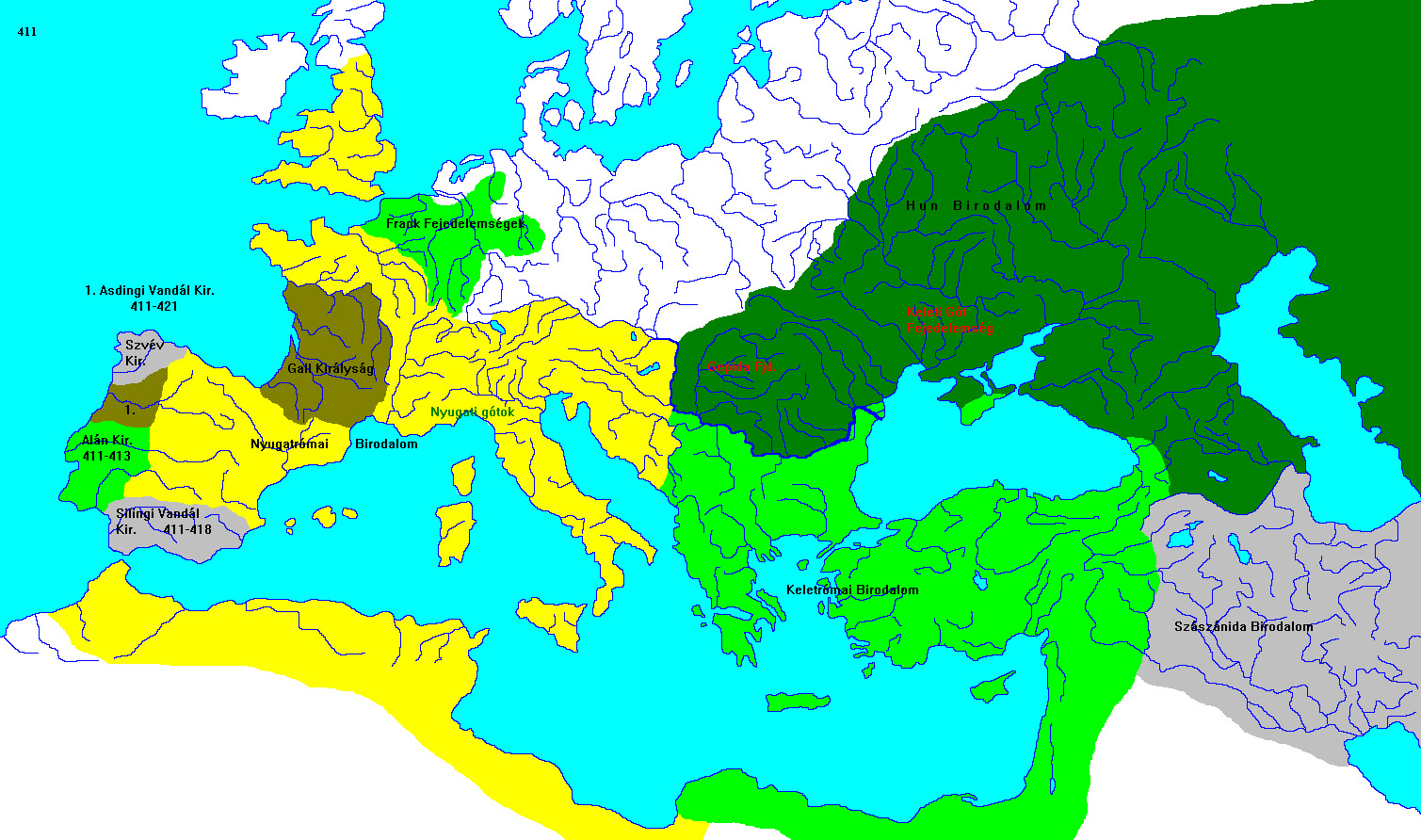
Európa 411-ben

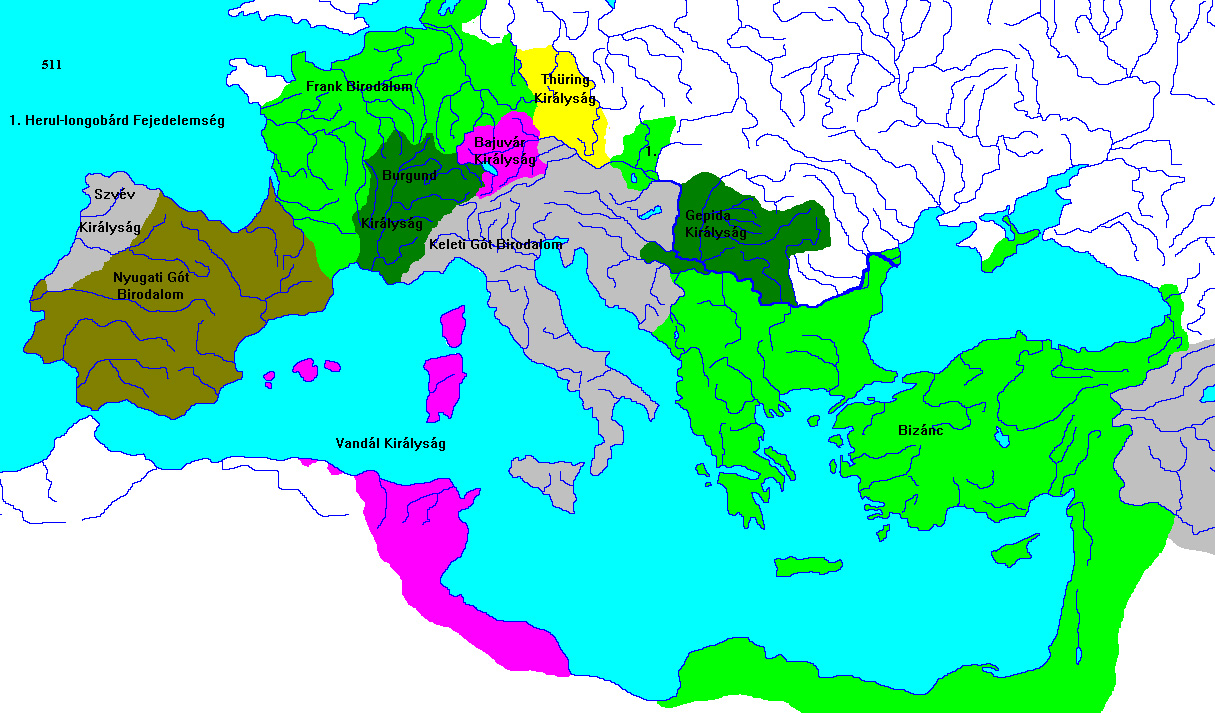
Európa 511-ben

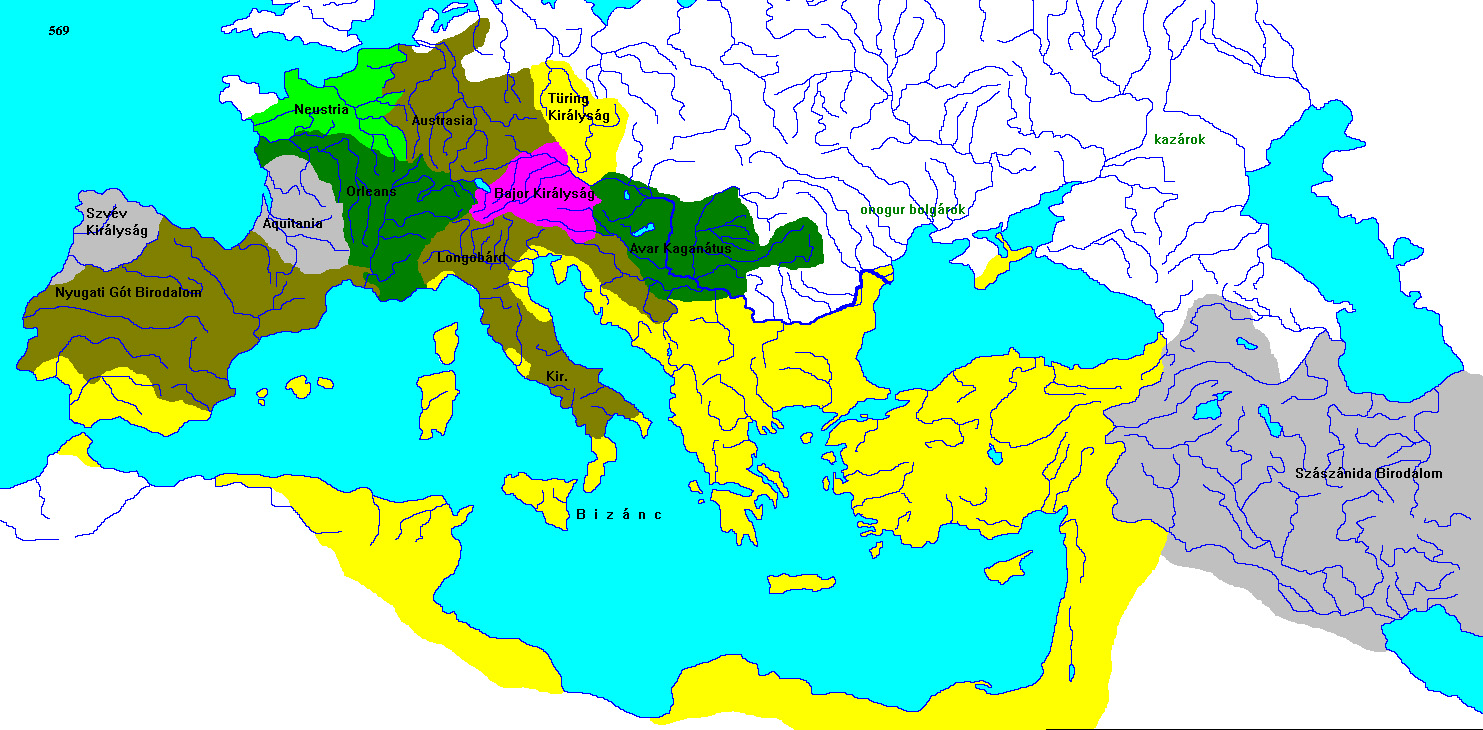
Európa 569-ben

| Uralkodó                                                | Uralkodott                | Névváltozat(ok)            | Megjegyzés                     |
| ------------------------------------------------------- | ------------------------- | -------------------------- | ------------------------------ |
| I. Hermenerich                                          | kir.: 409–438; †441       | Hermeric, Ermaric          |                                |
| Heremigar                                               | kir.: 427, †429           | Heremigarius, Hermigarius  |                                |
| Rechila                                                 | kir.: 438, †448           | -                          |                                |
| Rechiar                                                 | kir.: 448, †456 decembere | Rechiarius                 |                                |
| Aioulf                                                  | kir.: 456, †457 júniusa   | Ag(r)iwulf, Agiulf         | Dél Galícia királya.           |
| Maldras                                                 | kir.: 457, †460 februárja | Masdras                    | Dél Galícia királya.           |
| Framta                                                  | kir.: 456, †457           | Framtan, Franta, Framtanus | Észak Galícia királya.         |
| Richimund                                               | kir.: 457, †464           | Rechimund                  | Észak Galícia királya.         |
| Frumar                                                  | kir.: 460, †464           | Frumarius                  | Dél Galícia királya.           |
| Remismund                                               | kir.: 464, †469           | Rimismund                  | 464-ben egyesíti a birodalmat. |
| 469 és 558 között bizonytalanok az adatok.              |                           |                            |                                |
| II. Hermenerich                                         | kir.: 485 körül           | -                          |                                |
| Veremund                                                | kir.: 535 körül           | Bermudo, Veremundus        |                                |
| Theodemund                                              | kir.: 550 körül           | -                          |                                |
| Chararich                                               | kir.: 550 körül, †558     | Kharriarico, Chararich     |                                |
| 558-tól ismét biztosak az évszámok.                     |                           |                            |                                |
| Aramir                                                  | kir.: 559, †561           | -                          |                                |
| Theodemir                                               | kir.: 561, †570           | Theodemar                  |                                |
| Mirio                                                   | kir.: 570, †583           | Mir, Miro, Mirus           |                                |
| Eurich                                                  | kir.: 583, †584           | Eboric                     |                                |
| Andeca                                                  | kir.: 584, †585           | Audeca, Andeza             | Részuralkodó.                  |
| Amalarich                                               | kir.: 585, †585           | Malaric/k, Amalarik        | Részuralkodó.                  |
| A nyugati gótok 584-ben meghódítják a szvév királyságot |                           |                            |                                |